# Малая Пучкома
 Малая Пучкома  — деревня в Удорском районе Республики Коми в составе сельского поселения Большая Пучкома.

## География
Расположена на левобережье Вашки на правом берегу реки Пучкома недалеко от ее устья на расстоянии примерно в 118 км по прямой на северо-запад от районного центра села Кослан.

## История
Известна с 1925 года как деревня с 28 дворами и 136 жителями, в 1926 30 и 142. В 1970 году проживало 73 чел., в 1989 20, в 1995 16 в 9 хозяйствах.

## Население
Постоянное население  составляло 17 человек (коми 100%) в 2002 году, 9 в 2010 .